# Souagui
Souagui (în arabă السواقى) este o comună din provincia Médéa, Algeria.
Populația comunei este de 15.536 de locuitori (2008).